# FC Bayern München
FC Bayern München (njemački: Fußball-Club Bayern München) njemački je nogometni klub iz bavarskog glavnog grada Münchena. Natječe se u 1. njemačkoj Bundesligi, koju je osvojio rekordnih 32 puta, uz jedno prvenstvo Njemačke prije osnivanja Bundeslige, dok je 20 puta osvojio njemački kup. Bayern je također šest puta osvajao naslov prvaka Europe.
Klub je 1900. godine osnovalo jedanaest nogometaša vođenih Franzom Johnom. Iako je Bayern osvojio prvo njemačko nogometno prvenstvo u 1932. godini, momčad nije igrala Bundesligu od njezinog početka, 1963. godine. Sredinom 1970-ih, klub je imao razdoblje sjajnih uspjeha, kada je poznata momčad predvođena Franzom Beckenbauerom osvojila Kup prvaka tri puta zaredom (od 1974. do 1976.). U godinama koje su slijedile, Bayern je postao najtrofejnija njemačka nogometna momčad. 2013. godine klub je osvojio prvenstvo, kup i Ligu prvaka, a zatim i europski superkup te Svjetsko klupsko prvenstvo.
Od početka sezone 2005./06., Bayern domaće utakmice igra na Allianz Areni. Prije toga, klub je 33 godine igrao na Olimpijskom stadionu. Glavne su boje momčadi crvena i bijela, a logotip kluba prikazuje boje pokrajine Bavarske.
Danas je Bayern jedan od najpopularnijih nogometnih klubova na svijetu s više od 250 000 članova. Uz to, postoji više od 3800 službeno registriranih klubova obožavatelja (fan-clubova) s oko 285 000 članova.  Klub također ima momčadi iz različitih sportova, kao što su šah, rukomet, košarka, gimnastika, kuglanje, stolni tenis te ostale nogometne momčadi (žene, rezerve, juniori) s više od 1100 aktivnih članova.

## Povijest

### 1900. – 1965.: Rane godine
FC Bayern München osnovali su članovi minhenskog gimnastičkog kluba (MTV 1879). Kad je saziv članova MTV-a 1879, 27. veljače 1900., odlučio da se članovi kluba ne mogu priključiti Njemačkom nogometnom savezu (DFB), jedanaest članova su napustili klub i na kraju osnovali FC Bayern München. U nekoliko je mjeseci Bayern München ostvario visoke pobjede protiv lokalnih protivnika i dosegao polufinale prvenstva Južne Njemačke 1900./1901. Sljedećih je godina klub osvojio neke lokalne pehare, a u sezoni 1910./1911. pridružio se tada osnovanoj "Kreisligi", prvoj regionalnoj bavarskoj ligi. U toj su ligi osvojili prvu sezonu, ali nisu imali daljnjih uspjeha do početka Prvog svjetskog rata 1914. godine, koji je prekinuo sve nogometne aktivnosti u Njemačkoj.
U godinama nakon rata FC Bayern München osvojio je nekoliko regionalnih natjecanja, a 1926. godine su po prvi put osvojili prvenstvo Južne Njemačke, što su ponovili i dvije godine kasnije. Prvi naslov prvaka države Bavarci su osvojili 1932. godine, vođeni trenerom Richardom "Little Dombi" Kohnom. U finalu su rezultatom 2:0 pobijedili Eintracht Frankfurt.
Dolaskom Hitlerovog režima, nastao je i nagli pad u Bayernovom razvoju. Predsjednik Landauer i trener Dombi, obojica židovskog podrijetla, napustili su zemlju, a otišli su još neki članovi kluba. Bayern je bio izrugivan i nazivan "židovskim klubom", a kao poluprofesionalni klub, oštećen je pravilom da se u prvenstvima mogu natjecati samo amateri. Sljedećih je godina Bayern bio na sredini ljestvice u regionalnoj ligi.
Nakon Drugog svjetskog rata, Bayern je nastupao u Oberligi Süd, južnoj ligi Njemačke prve divizije, koja je tada bila podijeljena na pet liga. Klub i dalje nije postizao značajnije rezultate, čemu u prilog ide i činjenica da je zaposlio i otpustio 13 trenera od 1945. od 1963. godine. Godine 1955. Bavarci su ispali u Oberligu, ali su po prvi put osvojili DFB-Pokal (njemački kup), pobijedivši u finalu Fortunu iz Düsseldorfa rezultatom 1:0. Klub je bio je na rubu bankrota krajem 1950-ih, sve dok poduzetnik Roland Endler nije donirao potrebne novce, čime je postao Bayernov čelni čovjek.
Godine 1963. sve su njemačke Oberlige spojene u jednu nacionalnu ligu, zvanu Bundesliga. Pet momčadi iz Oberlige – Jug su se također pridružile Bundesligi. Bayern je te godine završio treći, no još jedna momčad iz Münchena, 1860 München, osvojila je ligu. Kako DFB nije dopuštao da dvije momčadi iz jednog grada nastupaju, Bayern nije nastupio u Bundesligi. U nju su ušli tek dvije godine kasnije, s jakom mladom momčadi predvođenom Franzom Beckenbauerom, Gerdom Müllerom i Seppom Maierom — kasnije zvani osovine. Za trenera je 1963. došao Zlatko Čajkovski i zadržao se na tom mjestu punih pet sezona.

### 1965. – 1979.: Zlatne godine
Svoju prvu Bundesligašku sezonu, Bayern je završio kao trećeplasirani, ali je osvojio kup, čime se kvalificirao za Kup pobjednika kupova, koji je momčad sljedeće godine osvojila u dramatičnom finalu protiv Rangersa, kada je Franz Roth zabio odlučujući pogodak za 1:0 u produžetcima. Godine 1967. Bayern je ponovo postao pobjednikom kupa. Unatoč tim uspjesima, u klubu su bili nezadovoljni Čajkovskim, te su nakon njegovog odlaska u Hannover 96 za trenera doveli još jednog Hrvata, Branka Zebeca (i još jednog Hrvata, Antu Vučkova). Zebec je promijenio Bayernov napadački stil igre u malo disciplinarniji stil, koji je dao rezultate, jer je Bayern osvojio i ligu i kup, čime je postao prvim njemačkim klubom nakon Schalkea 1937. godine kojem je to uspjelo. Uspjeh još više dobiva na značenju kad se uzme u obzir da je Zebec koristio samo 13 igrača tijekom sezone 1968./69. Tako su Hrvati stvorili veliki Bayern, koji je do dolaska legendarnog dvojca Hrvata bio nekim osrednjim klubićem koji je tavorio po regionalnim ligama, i k tome nije bio niti prvim klubom u svom gradu (dominirao je 1860 München, prvak još 1966., tek 1967. pretekao ga je po broju članova.)
Udo Lattek je 1970. godine preuzeo trenersku poziciju. Nakon osvajanja DFB-Pokala 1970./1971. u svojoj prvoj sezoni, Lattek je odveo Bayern i do trećeg naslova prvaka Njemačke. Odlučujuća utakmica te sezone bila je ona sa Schalkeom 04, prva utakmica odigrana na tada novom Olympiastadionu, a uz to i prva utakmica Bundeslige s TV-prijenosom uživo. Bayern je pobijedio rezultatom 5:1 i osigurao naslov prvaka, te postavio nekoliko rekorda, uključujući i onaj za najviše bodova i golova u sezoni. Uz to, Bayern je osvojio sljedeća dva prvenstva, ali je vrhunac te generacije bila pobjeda u finalu Kupa prvaka 1974. u susretu s madridskim Atléticom. Prva je utakmica, odigrana 15. svibnja 1974. na Heyselu u Bruxellesu, nakon produžetaka završila 1:1, na način da je Hans-Georg Schwarzenbeck zabio izjednačujući pogodak s 30 metara u 119. minuti, što je uvelike pridonijelo rastućem mitu da se njemački nogometni klubovi ne predaju do posljednjeg sučevog zvižduka. Prema tadašnjim pravilima, nije bilo izvođenja jedanaesteraca te se dva dana kasnije igrala ponovljena utakmica. Bayern je demoralizirane Španjolce pobijedio s čak 4:0 i time po prvi put postao prvakom Europe.
Tijekom sljedećih godina, Bayern je bio neuspješan u Njemačkoj, ali je zato obranio naslov prvaka Europe pobijedivši Leeds United u finalu 1975., kada su svojim pogodcima Roth i Müller osigurali 2:0 pobjedu. Godinu dana kasnije u finalu Kupa prvaka 1976. u Glasgowu, Bayern je pobijedio AS Saint-Étienne s 1:0 (ponovo golom Franza Rotha), čime je postao treći nogometni klub u povijesti koji je osvojio Kup/UEFA Ligu prvaka tri puta zaredom. Zadnji Bayernov osvojeni trofej u ovom razdoblju bio je pehar Interkontinentalnog kupa, kojeg su osvojili pobijedivši brazilski Cruzeiro u dvije utakmice. Ostatak 1970-ih bilo je razdoblje smjene generacija i trofejne suše. Godine 1977. Franz Beckenbauer je otišao u New York Cosmos, a 1979. su se umirovili Sepp Maier i Uli Hoeneß, dok je Gerd Müller otišao igrati za Fort Lauderdale Strikers.

### 1979. – 1998.:FC BreitniggeiFC Hollywood
Osamdesete su godine bile razdoblje nemira za Bayern, s mnogo promjena i osobnih te financijskih problema. Na terenu, Paul Breitner i Karl-Heinz Rummenigge, zvani FC Breitnigge, vodili su momčad do osvajanja Bundesliga u sezonama 1979./80. i 1980./81. Uslijedile su dvije relativno neuspješne sezone (osim osvajanja DFB-Pokala 1982. godine), nakon što se Breitner umirovio, a bivši trener Udo Lattek vratio. Nakon toga, Bayern je 1984. godine ponovno osvojio kup, a zatim pet prvenstava u šest sezona, uz još jedno osvajanje kupa 1986. godine. Međutim, europski su uspjesi 1980-ih bili rijetki; najveća su im dostignuća bila finala Kupa prvaka 1982. i 1987. godine.
Jupp Heynckes je 1987. godine postao novi trener Bayerna, ali nakon prvenstava 1988./89. i 1989./90. godine, Bayernovi su uspjesi jenjali. Nakon drugog mjesta u Bundesligi 1990./91., momčad je sljedeće sezone završila na samo pet bodova iznad ispadanja iz lige. Uspjeh se vratio s Franzom Beckenbauerom, koji je, s reputacijom trenera s titulom prvaka svijeta, klub preuzeo u drugoj polovici sezone 1993./94., osvojivši prvenstvo nakon četverogodišnje stanke. Nakon toga, Beckenbaueru je dodijeljeno mjesto predsjednika kluba.
Oba Beckenbauerova nasljednika, Giovanni Trapattoni i Otto Rehhagel, završili su sezone bez trofeja, bez ispunjenja očekivanja kluba. Tijekom tog vremena, Bayernovi su se igrači više pojavljivali u trač- nego u sportskim časopisima, pa su dobili pogrdan naziv FC Hollywood. Franz Beckenbauer se nakratko vratio kao trener krajem sezone 1995./96. te je pod njegovim vodstvom klub osvojio Kup UEFA 1995./1996., pobijedivši Bordeaux u finalu. Za sezonu 1996./97., Giovanni Trapattoni se vratio na mjesto trenera. No, sljedeće sezone, Bayern nije uspio osvojiti Bundesligu, prvoplasirani je bio novopridošli 1. FC Kaiserslautern te je Trapattoni po drugi put otišao.

### 1998. – 2012.: Novi međunarodni uspjesi
Od 1998. do 2004. godine, Bayern je trenirao Ottmar Hitzfeld. U Hitzfeldovoj je prvoj sezoni klub osvojio Bundesligu i umalo postao prvak Europe, izgubivši 2:1 od Manchester Uniteda u dramatičnom finalu Lige prvaka 1999., primivši oba gola u sudačkoj nadoknadi. Sezona 1999./2000. rezultirala je novom dvostrukom krunom u Njemačkoj. Nekoliko dana kasnije, Bayern je osvojio Ligu prvaka po četvrti put u svojoj povijesti i prvi put nakon stanke od 25 godina. U finalu je pobijedio španjolsku Valenciju boljim izvođenjem jedanaesteraca. Junak tog finala bio je vratar Oliver Kahn.
Treći uzastopni naslov prvaka Bayern je osvojio u sezoni 2000./01., prestigavši u posljednjem kolu Bayer Leverkusen. Sezona 2001./02. započela je osvajanjem Interkontinentalnog kupa pobjedom na Boca Juniorsima, ali nije bilo daljnjih domaćih ni europskih trofeja. Sljedeće sezone, Bayern je osvojio i ligu i kup, po četvrti put, što ih čini njemačkim rekorderima. Hitzfeldova era je završila 2004. godine, slabijim Bayernovim rezultatima, uključujući i poraz u finalu kupa od drugoligaša Alemannie Aachen.
Felix Magath je naredne sezone preuzeo vodstvo momčadi te je dva puta osvojio ligu i kup. Na početku sezone 2005./06., Bayern je Olimpijski stadion zamijenio novim stadionom, Allianz Arenom, koji dijeli s 1860 Münchenom. Arena je jedno od najmodernijih sportskih borilišta u svijetu. Bayernovi su ligaški nastupi u sezoni 2006./07. bili prosječni, te je slijedom toga Magath dobio otkaz kratko nakon zimske stanke. Unatoč Hitzfeldovom povratku na kormilo u siječnju 2007., Bayern je završio četvrti u prvenstvu i nije se kvalificirao za Ligu prvaka prvi put nakon više od desetljeća, a u kupu je ponovno poražen od Alemannie Aachen.
Za sezonu 2007./08. klub je napravio velike promjene u momčadi da bi se izgradila nova i bolja ekipa. Ukupno je osam igrača potpisalo za klub, dok su osmorica prodana ili poslana na posudbu. Najzvučnije su ugovore potpisali Luca Toni iz Fiorentine, Miroslav Klose iz Werder Bremena, a rekordnim je postao ugovor francuskog reprezentativca Francka Ribéryja, koji je došao iz Marseillea. Nova pojačanja su se isplatila, jer je Bayern odmah osvojio DFB-Pokal 2008. i  Bundesligu, na čijem je vrhu bio od početka do kraja prvenstva.
Dana 11. siječnja 2008. godine, bivši je njemački izbornik sa SP-a 2006. Jürgen Klinsmann najavljen kao Hitzfeldov nasljednik. Klinsmann je vodstvo momčadi preuzeo 1. srpnja iste godine, potpisavši dvogodišnji ugovor. Prvu je polovicu sezone 2008./09. Bayern započeo loše, sa samo dvije pobjede u šest utakmica, ali je kasnije stizao razliku. U kupu je eliminiran od Bayera iz Leverkusena u četvrtfinalu, dok je u Ligi prvaka također ispao u četvrtfinalu, izgubivši od budućeg osvajača Barcelone. Prije toga je u Ligi prvaka momčad osvojila prvo mjesto u skupini F te je u osmini finala deklasirala portugalski Sporting CP ukupnim rezultatom 12:1. Dana 27. travnja 2009., dva dana nakon poraza od Schalkea kod kuće, što je Bayern "spustilo" na treće mjesto, Klinsmann je otpušten. Otkaz je uslijedio i zbog velikog ukupnog poraza od kasnijeg europskog prvaka Barcelone (5:1), kao i zbog poraza od 5:1 od VfL Wolfsburga, također kasnijeg prvaka Bundeslige. Bivši trener Jupp Heynckes imenovan je trenerom do kraja sezone. Bayern je ligu završio kao drugoplasirani, čime se izravno kvalificirao za UEFA Ligu prvaka 2009./10.
Dana 1. srpnja 2009. novim je trenerom postao Nizozemac Louis van Gaal, koji je u sezoni 2008./09. osvojio Eredivisie s AZ Alkmaarom. Iako je primao mnogo kritika zbog loših rezultata u prvom dijelu, Van Gaal je uspio odvesti Bayern u osminu finala Lige prvaka 2009./10. pobijedivši Juventus 4:1 u Torinu. U osmini finala, igrali su protiv Fiorentine. 9. ožujka, izgubili su od Fiorentine 3:2, ali su prošli dalje preko pravila gola u gostima. U četvrtfinalu protiv Manchester Uniteda, Bayern je postigao isti rezultat kao u osmini finala, prošavši dalje s 4:4 zbog gola u gostima, s pobjedom 2:1 kući i poraza 3:2 u Manchesteru. Dana 27. travnja 2010., Bayern je pobijedio Olympique Lyonnais s 3:0 nakon pobjede od 1:0 u prvoj utakmici. Ovaj je rezultat odveo Bayern u finale UEFA Lige prvaka 2010. 8. svibnja, Bayern je postao prvakom Bundeslige 2009./10. nakon 3:1 pobjede nad Hertom Berlin. Bayern je također osvojio njemački kup tjedan dana kasnije, i dobio duplu krunu. Bayern je poražen u finalu Lige prvaka od Inter Milana Joséa Mourinha, 22. svibnja 2010.
Nakon izvanredne sezone, 2010./11. donijela je razočaranja. U Ligi prvaka Bayern ispada u osmini finala na golove u gostima u ponovljenom finalu protv  Intera, i to u iznenađujućem porazu na Allianz Areni od 2:3. U istoj sezoni ne uspjevaju ni osvojiti Bundesligu, osvojivši tek treće mjesto iza dortmundske Borussije i Bayera iz Leverkusena. Van Gaal je naposljetku dobio otkaz, a početkom iduće sezone ga zamjenjuje stari-novi trener Bayerna Jupp Heynckes.

### 2012. – danas: Ere Heynckesa, Guardiole i Ancelottia
2012. godine, Bayern München postaje prvi klub koji je igrao finale Lige prvaka na svom terenu otkad se natjecanje igra u novom formatu iz 1992. Nakon plasiranja iz razigravanja, Bayern lako prolazi skupinu, zatim Basel u osmini finala i Marseille u četvrtfinalu. U polufinalu je pobijedio Real Madrid 2:1 na svom terenu u Münchenu, a nakon istog rezultata za Real u Madridu, izvodili su se jedanaesterci, koje je Bayern bolje izveo i pobijedio 1:3. U Bundesligi osvaja drugo mjesto iza prošlogodišnjeg prvaka Borussije Dortmund. U subotu 19. svibnja 2012., igrao se finale Lige prvaka 2012. protiv londonskog Chelseaja, susret u kojem su Bavarci svoj konstantni pritisak okrunili pogotkom Thomasa Müllera u 83. minuti; ali kad se Bayern bližio petom osvajanju Lige prvaka, Didier Drogba postiže izjednačujući pogodak 5 minuta kasnije i vraća susret na početak. U produžecima, Bayern je propustio još jednu izvanrednu priliku, kada je Robben promašio penal, a u izvođenju jedanaesteraca, bolji je bio Chelsea rezultatom 4:3. Ovo je bio ukupno peti izgubljeni finale Kupa/Lige prvaka za Bayern München, a tek drugi poraz od engleske momčadi na Allianz Areni.
Na početku sezone 2012./13. Bayern osvaja DFL Superkup protiv rivala Borussije Dortmund. U klub dolaze nova pojačanja, a jedno od njih je bio i hrvatski napadač Mario Mandžukić. Bayern ubrzo postaje prvi klub u povijesti Bundeslige s pobjedama u prvih osam susreta nakon slavlja od 5:0 nad Fortunom Düsseldorf. 6. travnja 2013, Bayern je šest kola prije kraja matematički osigurao naslov prvaka Bundeslige nakon pobjede od 1:0 nad frankfurtskim Eintrachtom, što je postao rekord za najranijeg prvaka Njemačke. Te je sezone Bayern postavio još nekoliko rekorda: najviše bodova (91), najveća razlika u bodovima od drugoplasiranog (25), najviše pobjeda u sezoni (29) i najmanje primljenih golova (18). Uz to, izjednačili su rekord za najmanje poraza u sezoni, izgubivši samo jednom od Bayer Leverkusena. Bayern se po treći put u četiri godine plasirao u finale UEFA Lige prvaka, ovaj put osvojivši svoj peti naslov prvaka Europe nakon pobjede od 2:1 nad domaćim suparnicima Borussijom Dortmund na stadionu Wembley. 1. lipnja 2013. Bayern je rezultatom 3:2 porazio VfB Stuttgart u finalu njemačkog kupa i postao prvi njemački klub s trostrukom krunom, nakon što je 1999. i 2010. bio blizu tog podviga.
1. srpnja 2013. španjolski trener Pep Guardiola preuzima kormilo kluba. U klub stiže Mario Götze iz dortmundske Borussije za 37 milijuna €, postavši u to vrijeme najskuplji njemački nogometaš u povijesti. 24. srpnja 2013. Bayern postaje prvi njemački klub s više od 200 000 članova. U njemačkom superkupu Bayern je 27. srpnja poražen od Borussije Dortmund s 2:4. 30. kolovoza 2013. Bayern osvaja UEFA Superkup 2013. protiv Chelseaja. U Bundesligi Bayern je postavio rekord s najviše utakmice bez poraza, oborivši HSV-on trideset godina star rekord od 36 susreta. Ovaj je rekord na kraju proširen na 53 utakmice, sve do poraza od FC Augsburga u travnju 2014. Uz to, klub je postavio rekord od 10 uzastopnih pobjeda u Ligi prvaka nakon pobjede od 3:1 nad CSKA Moskvom. 21. prosinca 2013. Bayern je rezultatom 2:0 pobijedio marokansku Raja Casablanca na Stade de Marrakechu, osvojivši tako FIFA Svjetsko klupsko prvenstvo 2013.
Nakon gotovo godinu dana istrage o Uliju Hoeneßu, bivšem igraču kluba te dugogodišnjem treneru i predsjedniku, potonji je osuđen za utaju poreza 13. ožujka 2014. Idućeg je dana dao ostavku na mjesto predsjednika kluba, a Karl Hopfner je postavljen na njegovo mjesto. Nekoliko dana nakon osude Bayern je osvojio svoj 24. naslov njemačkog prvaka. S još sedam kola u prvenstvu, Bayern je oborio svoj prošlogodišnji rekord od najranijeg osvajača Bundeslige. Na kraju sezone Bayern je porazio Borussiju Dortmund s 2:0 u finalu kupa, osvojivši tako po deseti put dvostruku krunu.
Dana 1. srpnja 2016. klub preuzima Carlo Ancelotti, tek drugi Talijan koji je ikada trenirao Bayern.
Dana 3. studenog 2019. Hansi Flick preuzima Bayern i osvaja trostruku krunu u sezoni 2019./20. pobjedivši Paris Saint-Germain u finalu  UEFA Lige prvaka rezulatom 1:0 te Bayer Leverkusen 4:2 u finalu njemačkog kupa. Bundesligu je osvojio s 82 boda.

## Boje kluba
Kod osnutka kluba navedene su glavne boje Bayerna, crvena i plava, ali se igralo u bijelim dresovima i crnim hlačama do 1905. godine, kad se Bayern pridružio MSC-u. MSC je odredio da se igra u crvenim hlačama. Također, mladi igrači Bayerna (juniori) su često pogrdno zvani "crveni-šorcevi" (roten Hosen). Bayern je većinom igrao u crveno-bijeloj kombinaciji od svog postojanja, ali ponekad i u plavoj kombinaciji. U sezoni 1969./1970., dres Bayerna bio je plavo-bijel, a hlače i čarape također plave. Sličan stil dresa pojavio se i 1995. godine, kada je po prvi put plava bila dominantna boja. Od 1998. godine, momčad nosi svoje izvorne boje.
Zamjenski (gostujući) dres Bayerna bio je u raznim bojama tijekom godina, uključujući bijelu, crnu, plavu i zlatno-zelenu. Bayern također ima i treći dres, namijenjen za međunarodne utakmice. Od 2008. do 2009. godine, domaći dres je crven s bijelim prugama, a od 2009., dres je potpuno crven, s bijelim ovratnikom. Zamjenski je dres od 2008. plave boje, dok je treći dres bijel.
Osamdesetih i devedesetih godina 20. stoljeća Bayern je koristio poseban zamjenski dres dok je igrao s 1. FC Kaiserslauternom, predstavljajući brazilske boje, žutu i zelenu.

## Grb
Grb FC Bayerna mijenjao se tijekom godina nekoliko puta. Prvotni se grb sastojao od stiliziranih slova F, C, B i M, utkanih u određeni simbol, a taj je grb bio plave boje. Boje Bavarske su 1954. godine po prvi put uvrštene u grb.
Suvremena je inačica grba nastala 1954. godine. Dok se kroz povijest grb sastojao većinom od jedne boje, najčešće crvene ili plave, trenutni je grb plav, crven i bijel, a u sredini sadrži i boje Bavarske, dok bijelim slovima na crvenom prstenu oko bavarskih boja piše FC Bayern München.

## Stadioni
Bayern je svoje prve treninge imao na Schyrenplatzu, u ulici Schyrenstraße u centru Münchena. Prve službene utakmice igrao je na Theresienwieseu. Godine 1901. Bayern se premjestio na svoje igralište, koje se nalazilo na Schwabingu u ulici Clemensstraße. Nakon pridruživanja Münchner Sport-Clubu (MSC-u) 1906., Bayern se u svibnju 1907. premjestio na MSC-ovo igralište u ulici Leopoldstraße. Kako se broj Bayernovih navijača počeo uvećavati 1920-ih, Bayern se selio po raznim minhenskim stadionima.
Od 1925. godine, Bayern je počeo dijeliti Grünwalder Stadion s 1860 Münchenom. Do Drugog svjetskog rata, stadion je bio u vlasništvu 1860 Münchena, pa je i danas zvan Sechz'ger Stadion ("stadion Sechzigera"). Tijekom rata je uništen, no napornim je radom nakon rata obnovljen. Bayernova rekordna posjećenost na Grünwalder Stadionu bila je sezone 1961./62. u utakmici protiv 1. FC Nürnberga, kada je bilo nazočno oko 50.000 gledatelja. Od početka Bundeslige, stadion je imao maksimalni kapacitet od 44.000 koji je popunjen nekoliko puta, ali je kapacitet kasnije smanjen na samo 21.272 sjedala. Danas, stadion koriste rezervne momčadi Bayerna i 1860 Münchena.
Za Olimpijske igre 1972., grad München sagradio je Olimpijski stadion. Stadion, poznat po svojoj arhitekturi, predstavljen je u zadnjoj Bundesligaškoj utakmici 1971./72. sezone. Imao je kapacitet od 79.000 sjedala, a bio je popunjen više puta. Stadion je u ranim danima bio smatran jednim od najboljih u svijetu te je ugostio mnoge važne susrete, poput finala SP-a 1974. Sljedećih je godina stadion doživio nekoliko promjena, poput povećanja sjedećih mjesta s 50% na oko 66%. Kasnije je Olimpijski stadion imao kapacitet od 63.000 sjedala za reprezentativne utakmice, a 59.000 za međunarodne susrete, poput Kupa prvaka. Međutim, mnogo ljudi je počelo osjećati da je na stadionu jako hladno zimi, što je po mnogima bilo zbog slabog pokrova. Druga zamjerka je bila velika daljina između tribina i terena, zbog atletske staze. Modifikacija je postala nemogućom nakon što je arhitekt Günther Behnisch zabranio veće promjene na stadionu.
Nakon mnoštva rasprava, godine 2000. savezna država Bavarska, FC Bayern i TSV 1860 zajedno su odlučili sagraditi novi stadion, koji bi se koristio za potrebe Svjetskog nogometnog prvenstva 2006. u Njemačkoj, jer Olympiastadion više nije zadovoljavao FIFA-ine kriterije. Novi je stadion, prema glavnom pokrovitelju nazvan Allianz Arena, smješten na sjeveru Münchena, u blizini autoceste. Koristi se od početka sezone 2005./06. Prvobitni kapacitet Arene od 66.000 sjedala povećan je za reprezentativne utakmice na 69.901 sjedala. Najistaknutiji je dio stadiona njegov vanjski izgled, koji mijenja boje u zavisnosti od toga tko na stadionu nastupa: Arena je crvena kad igra Bayern, plava je kad na njoj nastupa TSV 1860, dok je bijela za reprezentativne utakmice.

## Navijači
Bayern se smatra najjačim nacionalnim klubom. Ima više od 251 500 članova i 3800 fan-klubova, što ga čini klubom s najvećim članstvom u Njemačkoj i drugim u svijetu poslije Benfice. Bayern ima članove diljem zemlje, a većina je gostujućih utakmica rasprodana. Ipak, najviše navijača Bayerna je iz Bavarske. Iako njegovi neki navijači moraju putovati i više od 200 km, gotovo sve utakmice u Allianz Areni budu rasprodane.
Bayern München također je poznat po svojim dobro organiziranim ultras skupinama. Najistakniutije skupine su Schickeria München, Red Munichs '89, Südkurve '73, Munichmaniacs 1996, Service Crew Munich, Red Angels, Tavernen Crew München i Red Sharks. "Stern des Südens" je pjesma koju naviječi uvijek pjevaju na utakmicama Bayerna kod kuće, a 1990-ih su koristili i pjesmu "FC Bayern, 4ever Number One".

## Ostali odjeli

### FC Bayern II
Rezervna momčad Bayerna najviše služi kao zadnji korak za mlade nade FC Bayern Münchena prije prelaska u prvu momčad. Bayern II treniraju nekadašnje zvijezde kluba Mehmet Scholl i Gerd Müller. Od osnutka Regionallige 1994. godine, momčad je igrala u Regionalligi Süd, nakon igranja u Oberligi od 1978. U sezoni 2007./2008., kvalificirali su se za novoosnovanu 3. Ligu. Od 1978. godine, momčad igra u najvišoj ligi koju DFB dopušta za rezervne momčadi.

### Juniorski nogomet
Juniorska škola Bayerna "proizvela" je neke od najvećih europskih nogometaša. Od suvremenih se ističu Owen Hargreaves, Thomas Hitzlsperger, Philipp Lahm i Bastian Schweinsteiger. Osnovana je 1902. godine, a trenutno je[kada?] vode Werner Kern i Björn Andersson. Sastoji se od jedanaest momčadi s više od 170 nogometaša, od kojih najmlađi još nemaju 10 godina.

### Ženski nogomet
Ženska nogometna momčad Bayerna, koju vodi Günther Wörle, sadrži nekoliko članova njemačke ženske mlade nogometne reprezentacije. U Njemačkoj nogometnoj Bundesligi za žene, 2008./09. sezone, momčad je završila na drugom mjestu. Momčad je osnovana 1970. godine i sastoji se od tri ekipe s 90 nogometašica. Njihov je najveći uspjeh pobjeda u prvenstvu 1976. godine.

### Ostali sportovi
U sastavu kluba je još nekoliko momčadi iz različitih sportova:
- košarka: od 1946., s 280 igrača u 19 ekipa
- kuglanje: od 1984., s 46 igrača u 4 ekipe
- šah: od 1908., s 97 igrača u 8 ekipa
- gimnastika: od 1974., s 35 gimnastičara u 1 ekipi
- rukomet: od 1945., s 300 igrača u 10 ekipa
- stolni tenis: od 1946., sa 160 igrača u 12 ekipa
- sudci: od 1919., sa 115 sudaca
- seniorski nogomet: od 2002., sa 135 igrača u 5 ekipa

## Uspjesi

### Domaći uspjesi
Bundesliga (34): 
- Prvak: 1932., 1968./69., 1971./72., 1972./73., 1973./74., 1979./80., 1980./81., 1984./85., 1985./86., 1986./87., 1988./89., 1989./90., 1993./94., 1996./97., 1998./99., 1999./00., 2000./01., 2002./03., 2004./05., 2005./06., 2007./08., 2009./10., 2012./13., 2013./14., 2014./15., 2015./16., 2016./17., 2017./18., 2018./19., 2019./20., 2020./21., 2021./22., 2022./23., 2024./25.
- Drugi: 1969./70., 1970./71., 1987./88., 1990./91., 1992./93., 1995./96., 1997./98., 2003./04., 2008./09., 2010./11., 2011./12.

Njemački kup (20): 
- 1957., 1966./67., 1967./68., 1968./69., 1970./71., 1981./82., 1983./84., 1985./86., 1997./98., 1999./00., 2002./03., 2004./05., 2005./06., 2007./08., 2009./10., 2012./13., 2013./14., 2015./16., 2016./17., 2017./18., 2018./19. 2019./20.

Njemački liga-kup (6): 
- 1997., 1998., 1999., 2000., 2004., 2007.

Njemački superkup (11): 
- 1987., 1990., 2010., 2012., 2016., 2017., 2018., 2020., 2021., 2022., 2025.

### Europski uspjesi
UEFA Kup/Liga prvaka: 
- Osvajač (6): 1973./74., 1974./75., 1975./76., 2000./01., 2012./13., 2019./20.
- Finalist (5): 1981./82., 1986./87., 1998./99., 2009./10., 2011./12.

Kup pobjednika kupova: 
- Osvajač (1): 1966./67.

Kup UEFA: 
- Osvajač (1): 1995./96. (finale)

UEFA Superkup:
- Osvajač (2): 2013., 2020.
- Finalist (3): 1975., 1976., 2001.

### Svjetski uspjesi
Interkontinentalni kup:
- Osvajač (2): 1976., 2001.

FIFA Svjetsko klupsko prvenstvo: 
- Osvajač (2): 2013., 2020.

## Poznati igrači kluba
| - Klaus Augenthaler - Raimond Aumann - Michael Ballack - Franz Beckenbauer - Paul Breitner - Bernd Dürnberger - Stefan Effenberg - Giovane Élber - Dieter Hoeneß - Uli Hoeneß | - Oliver Kahn - Jürgen Klinsmann - Thomas Linke - Miroslav Klose - Bixente Lizarazu - Sepp Maier - Roy Makaay - Lothar Matthäus - Gerd Müller - Hans Pflügler | - Franz Roth - Karl-Heinz Rummenigge - Mehmet Scholl - Georg Schwarzenbeck - Mark van Bommel - Roland Wohlfarth - Rainer Zobel - / Hasan Salihamidžić - Jean-Pierre Papin - Franck Ribery - Arjen Robben |

## Treneri
Detaljnije o ovoj temi u kategoriji: Treneri FC Bayern Münchena
| - Zlatko Čajkovski (1963. – 1968.) - Branko Zebec (1968. – 1970.) - Udo Lattek (1970. – 1975.) - Dettmar Cramer (1975. – 1977.) - Gyula Lóránt (1977. – 1979.) - Pál Csernai (1979. – 1983.) - Reinhard Saftig (1983.) - Udo Lattek (1983. – 1987.) - Jupp Heynckes (1987. – 1991.) - Søren Lerby (1991. – 1992.) - Erich Ribbeck (1992. – 1993.) | - Franz Beckenbauer (1993. – 1994.) - Giovanni Trapattoni (1994. – 1995.) - Otto Rehhagel (1995. – 1996.) - Franz Beckenbauer (1996.) - Giovanni Trapattoni (1996. – 1998.) - Ottmar Hitzfeld (1998. – 2004.) - Felix Magath (2004. – 2007.) - Ottmar Hitzfeld (2007. – 2008) - Jürgen Klinsmann (2008. – 2009.) - Jupp Heynckes (2009.) -  Louis van Gaal (2009. – 2011.) | -  Andries Jonker (2011.) - Jupp Heynckes (2011. – 2013.) - Pep Guardiola (2013. – 2016.) - Carlo Ancelotti (2016. – 2017.) - Jupp Heynckes (2017. – 2018.) - Niko Kovač (2018. – 2019.) - Hans-Dieter Flick (2019. – 2021.) - Julian Nagelsmann (2021. – 2023.) - Thomas Tuchel (2023. – 2024.) - Vincent Kompany (2024. – danas) |

## Vanjske poveznice
- Službena stranica FC Bayerna (engl.)
- Navijači Bayerna na Balkanu  Arhivirana inačica izvorne stranice od 4. travnja 2008. (Wayback Machine)
- Fan Klub "Bayern BiH"  Arhivirana inačica izvorne stranice od 19. ožujka 2012. (Wayback Machine)